# Brijesta
Brijesta is een plaats in de gemeente Ston in de Kroatische provincie Dubrovnik-Neretva. De plaats telt 78 inwoners (2001).

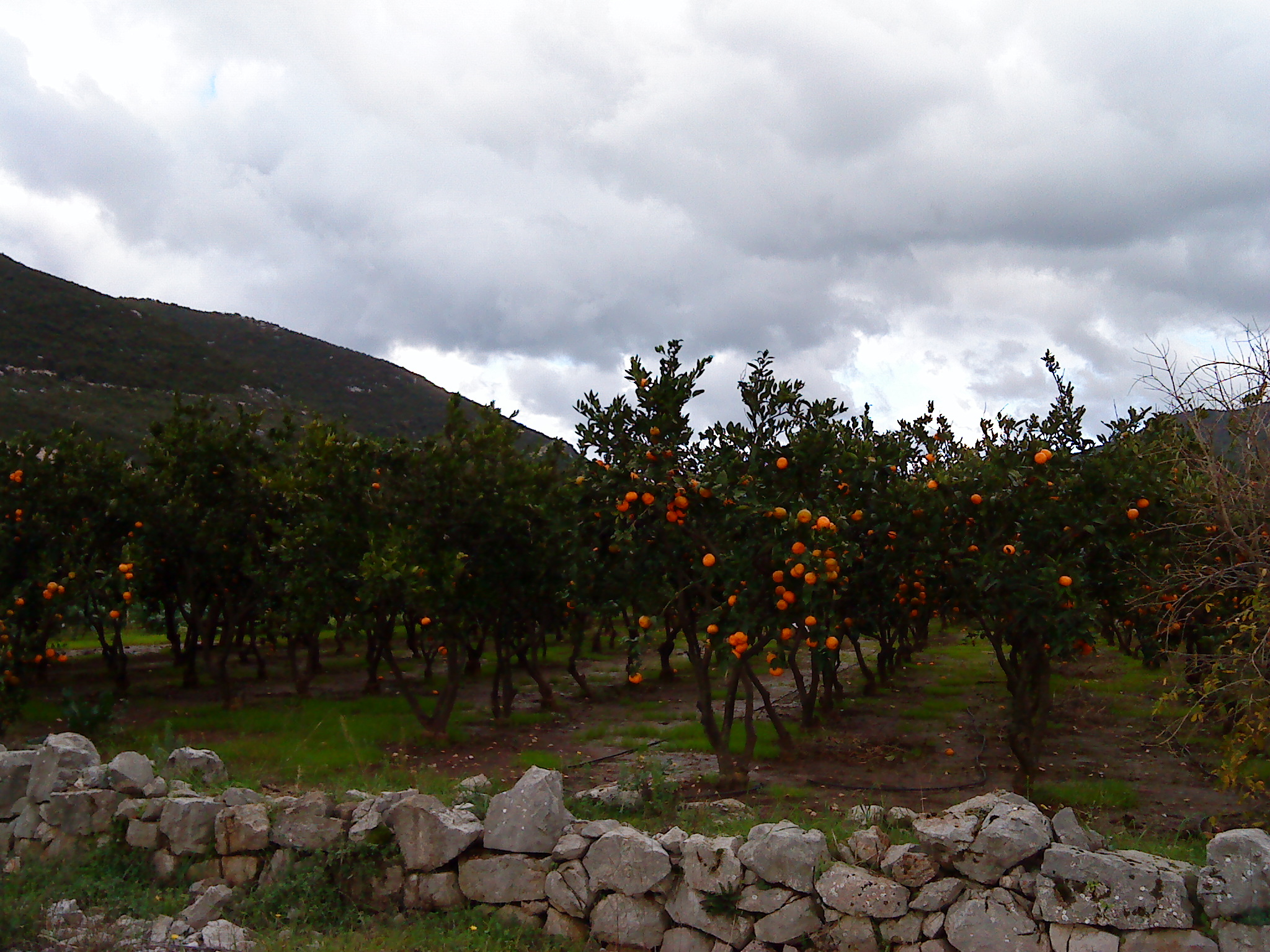
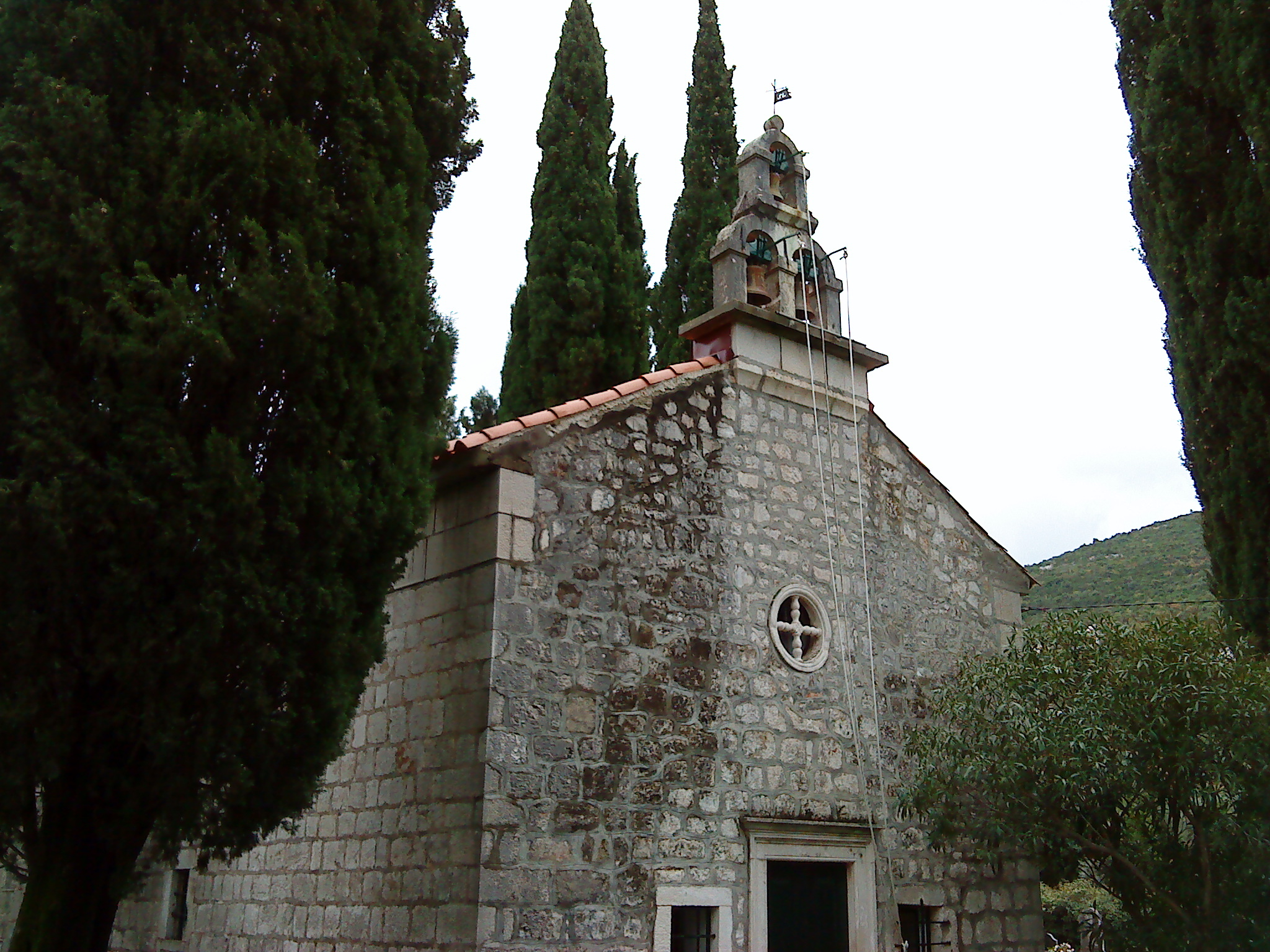
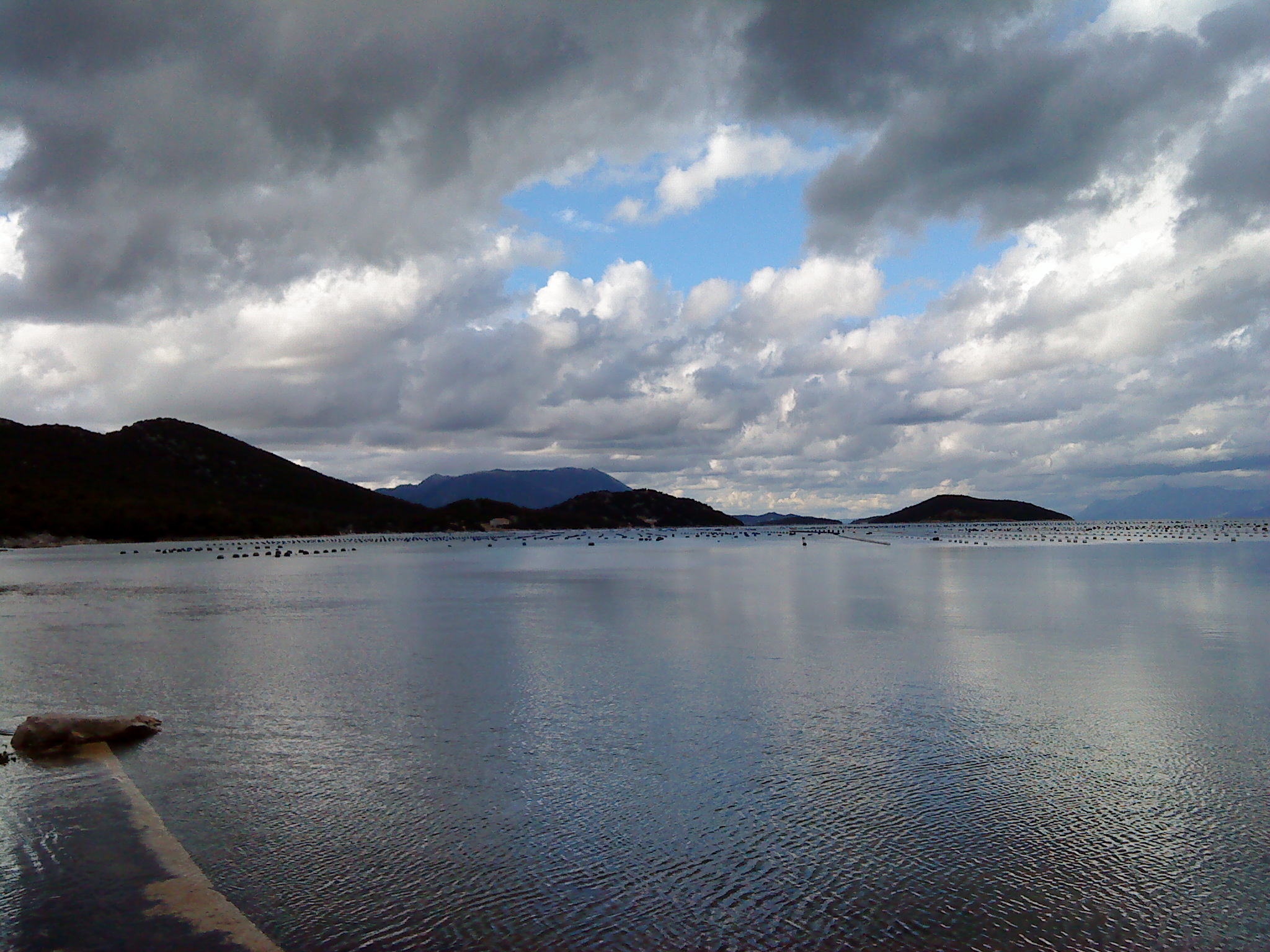
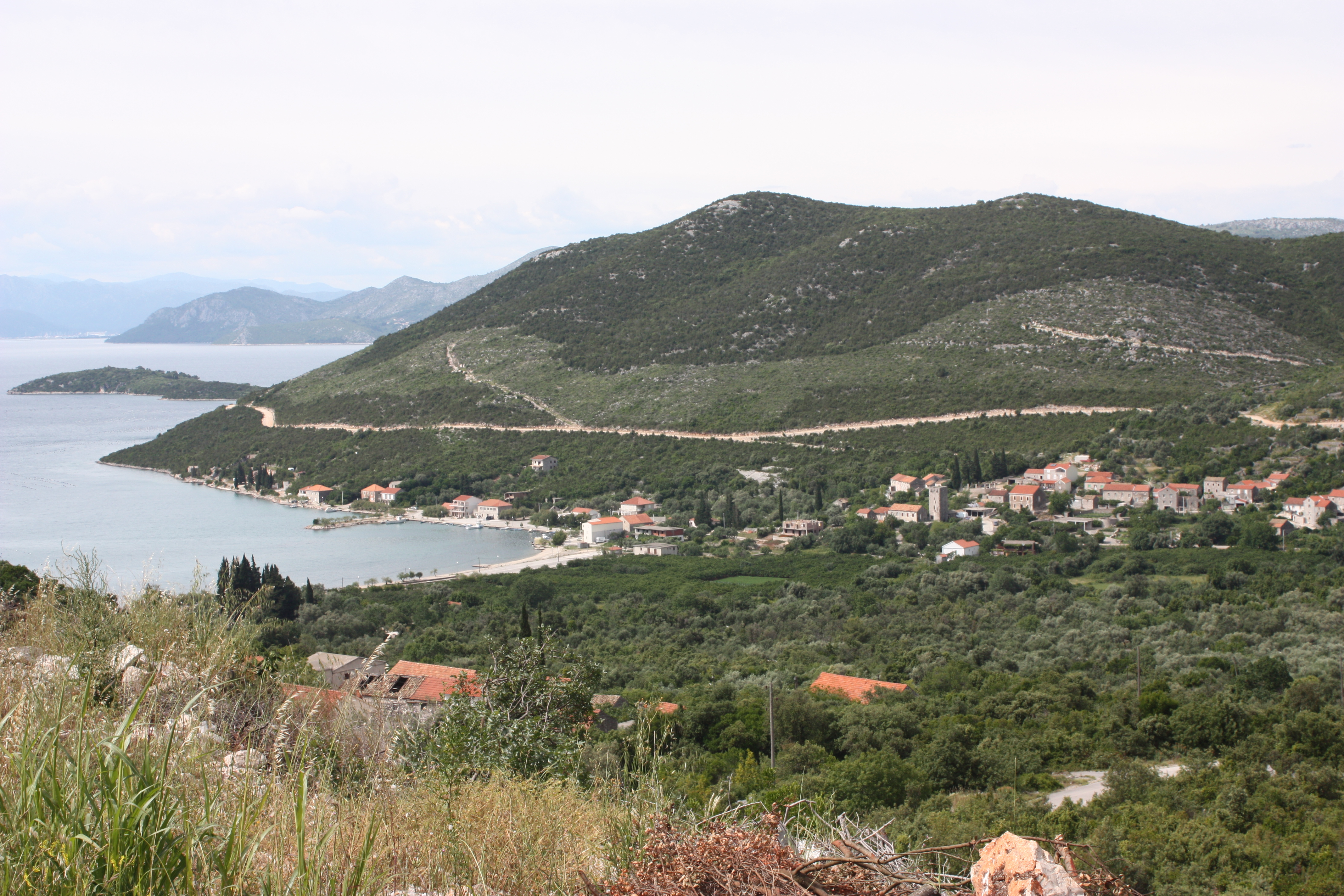